# Vikantice
Vikantice település Csehországban, Šumperki járásban. Vikantice Jindřichov, Branná, Šléglov és Staré Město településekkel határos. Lakosainak száma 75 fő (2024. január 1.).

## Népesség
A település lakosságának változását az alábbi diagram mutatja:
| Lakosok száma | 524  | 675  | 809  | 339  | 126  | 103  | 78   | 68   | 81   | 75   |
|               | 1869 | 1890 | 1921 | 1950 | 1980 | 2001 | 2017 | 2019 | 2022 | 2024 |